# 타탄카 민스
타탄카 민스(Tatanka Means, 1985년 2월 19일 ~ )는 미국의 희극 배우, 영화배우이다.
래피드시티에서 태어났다.

## 방송
- 더 나이트 쉬프트 시즌2
- 밴쉬 시즌2

## 영화
- 니더 울프 놀 도그 (2016년)
- 샹그릴라 스위트 (2016년)
- 버닝 보리 (2015년)
- 메이즈 러너: 스코치 트라이얼 (2015년) - 조 역
- 하이브리즈 (2014년)
- 밀리언 웨이즈 (2014년) - 다른 아파치 역
- 타이거 아이즈 (2012년) - 마틴 오티즈 역
- 세도나 (2011년)
- 모어 댄 프라이브레드 (2011년)